# Campionato Dilettanti Emilia-Romagna 1957-1958
Il Campionato Nazionale Dilettanti 1957-1958 è stato il V livello del campionato italiano. A carattere regionale, fu il primo campionato dilettantistico con questo nome, e il sesto se si considera che alla Promozione fu cambiato il nome assegnandogli questo.
Il campionato era organizzato su base regionale dalle Leghe Regionali e le vincenti di ogni girone venivano ammesse alla successiva fase regionale che attribuiva il titolo di lega, mentre erano complessivamente trentadue squadre, distribuite fra le regioni secondo lo schema della vecchia Promozione, a contendersi lo Scudetto Dilettanti.
Questi sono i gironi organizzati dalla Lega Regionale Emiliana per la regione Emilia-Romagna.

## Girone A

### Squadre partecipanti
| Squadra                | Città (provincia)         | Stagione 1956-1957 |
| ---------------------- | ------------------------- | ------------------ |
| Pol. "Alfiero Moretti" | Cesenatico (FO)           |                    |
| U.S. Alfonsinese       | Alfonsine (RA)            |                    |
| U.S. Bagnacavallese    | Bagnacavallo (RA)         |                    |
| A.S.C.A.R. Bellaria    | Bellaria-Igea Marina (FO) |                    |
| A.P. "Ebro Masotti"    | Predappio (FO)            |                    |
| U.S. F. Gallina        | Cotignola (RA)            |                    |
| A.C. Forlimpopoli      | Forlimpopoli (FO)         |                    |
| A.C. Fusignanese       | Fusignano (RA)            |                    |
| U.S. Mezzano           | Mezzano di Ravenna (RA)   |                    |
| A.C. Pro Lugo          | Lugo di Romagna (RA)      |                    |
| A.C. Riccione          | Riccione (FO)             |                    |
| U.S. Russi             | Russi (RA)                |                    |
| G.S. C.R.A.L. Saline   | Cervia (RA)               |                    |
| S.S. Sammaurese        | San Mauro Pascoli (FO)    |                    |

### Classifica finale
|  | Pos. | Squadra           | Pt | G  | V | N | P | GF | GS | DR |
|  | ---- | ----------------- | -- | -- | - | - | - | -- | -- | -- |
|  | 1.   | C.R.A.L. Saline   | 36 | 26 |   |   |   |    |    |    |
|  | 2.   | Sammaurese        | 35 | 26 |   |   |   |    |    |    |
|  | 2.   | Bellaria          | 35 | 26 |   |   |   |    |    |    |
|  | 2.   | Russi             | 35 | 26 |   |   |   |    |    |    |
|  | 5.   | Riccione          | 34 | 26 |   |   |   |    |    |    |
|  | 6.   | "Alfiero Moretti" | 33 | 26 |   |   |   |    |    |    |
|  | 7.   | Mezzano           | 28 | 26 |   |   |   |    |    |    |
|  | 8.   | Forlimpopoli      | 25 | 26 |   |   |   |    |    |    |
|  | 9.   | Fusignanese       | 24 | 26 |   |   |   |    |    |    |
|  | 10.  | Alfonsinese       | 21 | 26 |   |   |   |    |    |    |
|  | 11.  | "Ebro Masotti"    | 16 | 26 |   |   |   |    |    |    |
|  | 12.  | "F. Gallina"      | 15 | 26 |   |   |   |    |    |    |
|  | 13.  | Bagnacavallese    | 14 | 26 |   |   |   |    |    |    |
|  | 14.  | Pro Lugo          | 13 | 26 |   |   |   |    |    |    |

Legenda:

      Ammesso alle finali regionali.
      Retrocesso in Prima Divisione.
Note:

Due punti a vittoria, uno a pareggio, zero a sconfitta.
Pari merito in caso di pari punti.

## Girone B

### Squadre partecipanti
| Squadra                                 | Città (provincia)              | Stagione 1956-1957 |
| --------------------------------------- | ------------------------------ | ------------------ |
| S.P. Argenta                            | Argenta (FE)                   |                    |
| Pol.Az. Berco                           | Copparo (FE)                   |                    |
| U.S. Castelbolognese                    | Castelbolognese (RA)           |                    |
| S.S. C.R.A.L. Tranvieri                 | Bologna                        |                    |
| Centese Calcio                          | Cento (FE)                     |                    |
| U.S. Corticella                         | Corticella (BO)                |                    |
| G.S. Imolese                            | Imola (BO)                     |                    |
| S.S. I.N.A.                             | Bologna                        |                    |
| A.C. Massalombarda                      | Massalombarda (RA)             |                    |
| Pol. Molinella                          | Molinella (BO)                 |                    |
| A.C. Panigal                            | Bologna-Borgo Panigale         |                    |
| A.C. Persicetana                        | San Giovanni in Persiceto (BO) |                    |
| A.C. Portuense "Med.d'Oro Gino Forlani" | Portomaggiore (FE)             |                    |
| S.C. Progresso                          | Castel Maggiore (BO)           |                    |

### Classifica finale
|  | Pos. | Squadra               | Pt | G  | V  | N  | P  | GF | GS | DR  |
|  | ---- | --------------------- | -- | -- | -- | -- | -- | -- | -- | --- |
|  | 1.   | C.R.A.L. Tranvieri    | 44 | 26 | 19 | 6  | 1  | 58 | 20 | +38 |
|  | 2.   | G.S. Imolese          | 36 | 26 | 14 | 8  | 4  | 52 | 22 | +30 |
|  | 2.   | Progresso             | 36 | 26 | 16 | 4  | 6  | 42 | 23 | +19 |
|  | 4.   | I.N.A.                | 33 | 26 | 13 | 7  | 6  | 54 | 33 | +21 |
|  | 5.   | Portuense "G.Forlani" | 30 | 26 | 11 | 8  | 7  | 47 | 38 | +9  |
|  | 6.   | Massalombarda         | 29 | 26 | 12 | 5  | 9  | 40 | 27 | +13 |
|  | 7.   | Berco                 | 28 | 26 | 9  | 10 | 7  | 38 | 35 | +3  |
|  | 8.   | Molinella             | 20 | 26 | 7  | 6  | 13 | 24 | 35 | -11 |
|  | 9.   | Castelbolognese       | 19 | 26 | 7  | 5  | 14 | 34 | 55 | -21 |
|  | 9.   | Panigal               | 19 | 26 | 8  | 3  | 15 | 26 | 52 | -26 |
|  | 11.  | Argenta               | 18 | 26 | 6  | 6  | 14 | 32 | 52 | -20 |
|  | 11.  | Corticella            | 18 | 26 | 6  | 6  | 14 | 22 | 44 | -22 |
|  | 11.  | Centese               | 18 | 26 | 5  | 8  | 13 | 24 | 37 | -13 |
|  | 14.  | Persicetana           | 16 | 26 | 7  | 2  | 17 | 22 | 42 | -20 |

Legenda:

      Ammesso alle finali regionali.
  Retrocesso e in seguito riammesso.
      Retrocesso in Prima Divisione.
Note:

Due punti a vittoria, uno a pareggio, zero a sconfitta.
Pari merito in caso di pari punti.

## Girone C

### Squadre partecipanti
| Squadra                      | Città (provincia)              | Stagione 1956-1957 |
| ---------------------------- | ------------------------------ | ------------------ |
| G.S. Bozzolese               | Bozzolo (MN)                   |                    |
| A.S. Brescello               | Brescello (RE)                 |                    |
| A.C. Concordia               | Concordia sulla Secchia (MO)   |                    |
| U.S. Fabbrico                | Fabbrico (RE)                  |                    |
| U.S. Correggese Mangimi Coop | Correggio (RE)                 |                    |
| U.S. Governolese             | Governolo di Roncoferraro (MN) |                    |
| U.S. Mantovana               | Mantova                        |                    |
| Pol. Marmirolo               | Marmirolo (MN)                 |                    |
| C.S.I. Novellara             | Novellara (RE)                 |                    |
| S.C. Rapid                   | Parma                          |                    |
| U.S. Scandianese             | Scandiano (MO)                 |                    |
| Suzzara F.B.C.               | Suzzara (MN)                   |                    |
| U.C. Viadanese               | Viadana (MN)                   |                    |
| U.S. Vignolese               | Vignola (MO)                   |                    |

### Classifica finale
|  | Pos. | Squadra                 | Pt | G  | V | N | P | GF | GS | DR |
|  | ---- | ----------------------- | -- | -- | - | - | - | -- | -- | -- |
|  | 1.   | Viadanese               | 41 | 26 |   |   |   |    |    |    |
|  | 2.   | Brescello               | 34 | 26 |   |   |   |    |    |    |
|  | 3.   | Scandianese             | 32 | 26 |   |   |   |    |    |    |
|  | 4.   | Correggese Mangimi Coop | 31 | 26 |   |   |   |    |    |    |
|  | 4.   | Marmirolo               | 31 | 26 |   |   |   |    |    |    |
|  | 6.   | Governolese             | 30 | 26 |   |   |   |    |    |    |
|  | 7.   | Suzzara                 | 29 | 26 |   |   |   |    |    |    |
|  | 8.   | Vignolese               | 28 | 26 |   |   |   |    |    |    |
|  | 8.   | Bozzolese               | 28 | 26 |   |   |   |    |    |    |
|  | 10.  | Fabbrico                | 23 | 26 |   |   |   |    |    |    |
|  | 11.  | Mantovana               | 22 | 26 |   |   |   |    |    |    |
|  | 12.  | Rapid                   | 19 | 26 |   |   |   |    |    |    |
|  | 13.  | Concordia               | 9  | 26 |   |   |   |    |    |    |
|  | 14.  | Novellara               | 7  | 26 |   |   |   |    |    |    |

Legenda:

      Ammesso alle finali regionali.
  Retrocesso e in seguito riammesso.
      Retrocesso in Prima Divisione.
Note:

Due punti a vittoria, uno a pareggio, zero a sconfitta.
Pari merito in caso di pari punti.

## Finali promozione
Nelle finali che dovevano ridurre a due le promosse emiliane ammesse alle finali nazionali, il Saline e il C.R.A.L. Tranvieri superarono la Viadanese eliminandola.

## Verdetti finali
- C.R.A.L. Saline e C.R.A.L. Tranvieri sono ammesse alle finali nazionali del Campionato Nazionale Dilettanti.
- C.R.A.L. Saline e C.R.A.L. Tranvieri sono promosse in Interregionale 1958-1959.
- Viadanese perdente le finali promozione rimane nel C.N.D.
- Berco retrocessa volontariamente in Prima Divisione ?.
- Novellara retrocessa in Prima Divisione.
- Persicetana e Pro Lugo riammesse ?.